# Bashir Khanbhai
Bashir Khanbhai (n. 22 septembrie 1945, Wilaya ya Tanga, Tanzania – d. 16 aprilie 2020) a fost un om politic britanic, membru al Parlamentului European în perioada 1999-2004 din partea Regatului Unit.
1. ↑  Deputații în Parlamentul European